# 1937 год
1937 (ты́сяча девятьсо́т три́дцать седьмо́й) год  по григорианскому календарю — невисокосный год, начинающийся в пятницу. Это 1937 год нашей эры, 7‑й год 4‑го десятилетия XX века 2‑го тысячелетия, 8‑й год 1930‑х годов. Он закончился 88 лет назад.
| Пн | Вт | Ср | Чт | Пт | Сб | Вс |
|    |    |    |    | 1  | 2  | 3  |
| 4  | 5  | 6  | 7  | 8  | 9  | 10 |
| 11 | 12 | 13 | 14 | 15 | 16 | 17 |
| 18 | 19 | 20 | 21 | 22 | 23 | 24 |
| 25 | 26 | 27 | 28 | 29 | 30 | 31 |

| Пн | Вт | Ср | Чт | Пт | Сб | Вс |
| 1  | 2  | 3  | 4  | 5  | 6  | 7  |
| 8  | 9  | 10 | 11 | 12 | 13 | 14 |
| 15 | 16 | 17 | 18 | 19 | 20 | 21 |
| 22 | 23 | 24 | 25 | 26 | 27 | 28 |

| Пн | Вт | Ср | Чт | Пт | Сб | Вс |
| 1  | 2  | 3  | 4  | 5  | 6  | 7  |
| 8  | 9  | 10 | 11 | 12 | 13 | 14 |
| 15 | 16 | 17 | 18 | 19 | 20 | 21 |
| 22 | 23 | 24 | 25 | 26 | 27 | 28 |
| 29 | 30 | 31 |    |    |    |    |

| Пн | Вт | Ср | Чт | Пт | Сб | Вс |
|    |    |    | 1  | 2  | 3  | 4  |
| 5  | 6  | 7  | 8  | 9  | 10 | 11 |
| 12 | 13 | 14 | 15 | 16 | 17 | 18 |
| 19 | 20 | 21 | 22 | 23 | 24 | 25 |
| 26 | 27 | 28 | 29 | 30 |    |    |

| Пн | Вт | Ср | Чт | Пт | Сб | Вс |
|    |    |    |    |    | 1  | 2  |
| 3  | 4  | 5  | 6  | 7  | 8  | 9  |
| 10 | 11 | 12 | 13 | 14 | 15 | 16 |
| 17 | 18 | 19 | 20 | 21 | 22 | 23 |
| 24 | 25 | 26 | 27 | 28 | 29 | 30 |
| 31 |    |    |    |    |    |    |

| Пн | Вт | Ср | Чт | Пт | Сб | Вс |
|    | 1  | 2  | 3  | 4  | 5  | 6  |
| 7  | 8  | 9  | 10 | 11 | 12 | 13 |
| 14 | 15 | 16 | 17 | 18 | 19 | 20 |
| 21 | 22 | 23 | 24 | 25 | 26 | 27 |
| 28 | 29 | 30 |    |    |    |    |

| Пн | Вт | Ср | Чт | Пт | Сб | Вс |
|    |    |    | 1  | 2  | 3  | 4  |
| 5  | 6  | 7  | 8  | 9  | 10 | 11 |
| 12 | 13 | 14 | 15 | 16 | 17 | 18 |
| 19 | 20 | 21 | 22 | 23 | 24 | 25 |
| 26 | 27 | 28 | 29 | 30 | 31 |    |

| Пн | Вт | Ср | Чт | Пт | Сб | Вс |
|    |    |    |    |    |    | 1  |
| 2  | 3  | 4  | 5  | 6  | 7  | 8  |
| 9  | 10 | 11 | 12 | 13 | 14 | 15 |
| 16 | 17 | 18 | 19 | 20 | 21 | 22 |
| 23 | 24 | 25 | 26 | 27 | 28 | 29 |
| 30 | 31 |    |    |    |    |    |

| Пн | Вт | Ср | Чт | Пт | Сб | Вс |
|    |    | 1  | 2  | 3  | 4  | 5  |
| 6  | 7  | 8  | 9  | 10 | 11 | 12 |
| 13 | 14 | 15 | 16 | 17 | 18 | 19 |
| 20 | 21 | 22 | 23 | 24 | 25 | 26 |
| 27 | 28 | 29 | 30 |    |    |    |

| Пн | Вт | Ср | Чт | Пт | Сб | Вс |
|    |    |    |    | 1  | 2  | 3  |
| 4  | 5  | 6  | 7  | 8  | 9  | 10 |
| 11 | 12 | 13 | 14 | 15 | 16 | 17 |
| 18 | 19 | 20 | 21 | 22 | 23 | 24 |
| 25 | 26 | 27 | 28 | 29 | 30 | 31 |

| Пн | Вт | Ср | Чт | Пт | Сб | Вс |
| 1  | 2  | 3  | 4  | 5  | 6  | 7  |
| 8  | 9  | 10 | 11 | 12 | 13 | 14 |
| 15 | 16 | 17 | 18 | 19 | 20 | 21 |
| 22 | 23 | 24 | 25 | 26 | 27 | 28 |
| 29 | 30 |    |    |    |    |    |

| Пн | Вт | Ср | Чт | Пт | Сб | Вс |
|    |    | 1  | 2  | 3  | 4  | 5  |
| 6  | 7  | 8  | 9  | 10 | 11 | 12 |
| 13 | 14 | 15 | 16 | 17 | 18 | 19 |
| 20 | 21 | 22 | 23 | 24 | 25 | 26 |
| 27 | 28 | 29 | 30 | 31 |    |    |

## События
- 1 января
  - Для удовлетворения нужд военной промышленности в Германии запрещено использование нержавеющей стали для других изделий.
  - Анастасио Сомоса Гарсия становится президентом Никарагуа.
- 5 января — начал повышаться уровень воды на реке Огайо, что ознаменовало начало Великого наводнения[англ.], которое стало отступать только месяц спустя[1][2].
- 8 января — правительство США запретило экспорт оружия и военного снаряжения в Испанию, где идёт гражданская война.
- 15–16 января — президентские выборы в Финляндии, победил центрист Кюёсти Каллио ().
- 20 января — Франклин Делано Рузвельт вступил в должность президента США на второй срок.
- 23–30 января — процесс «Параллельного антисоветского троцкистского центра» в Москве. Все подсудимые были признаны виновными, 13 из них были приговорены к расстрелу, четверо были приговорены к различным срокам лишения свободы (в 1939—1941 они также были убиты во внесудебном порядке или казнены на основании приговора ВК ВС СССР).
- 26 января — принят «Закон о государственной службе Германии», который обязывал государственных служащих выполнять свою работу на благо национал-социалистического движения.
- 27 января — ночью на перегоне Северо-Кавказской железной дороги между станциями Киан и Дворцовый произошло столкновение грузового и пассажирского поездов, погибли 40 человек[3].
- 5 февраля
  - Валентина Хетагурова публикует в газете «Комсомольская правда» призыв к советским девушкам переселяться на Дальний Восток. Начало Хетагуровского движения.
  - 6 принципов кемализма внесены в конституцию Турции.
- 8 февраля — Гражданская война в Испании: После взятия Малаги националистами под командованием начинается массовый исход из города. В течение следующих трех дней испанская и немецкая авиация, а также два военных корабля обстреливали беженцев по прибрежной дороге в Альмерию. По оценкам, погибло около 10 000 человек.
- 10 февраля — в Германии национализируются Рейхсбанк и Германская имперская железная дорога.
- 11 февраля — с конвейера Сталинградского тракторного завода сошёл первый советский гусеничный трактор СТЗ-НАТИ[4].
- 23 февраля–5 марта — проходил пленум ЦК ВКП(б). Рассмотрены вопросы «Дело тт. Н. И. Бухарина и А. И. Рыкова» (докладчик Н. И. Ежов); «Об уроках вредительства, диверсии и шпионажа японо-немецко-троцкистских агентов» (докладчики В. М. Молотов, Л. М. Каганович и Н.И.Ежов); «О недостатках партийной работы и мерах ликвидации троцкистских и иных двурушников» (докладчик И. В. Сталин). Бывший глава Совета Народных Комиссаров СССР, нарком связи СССР Алексей Рыков и бывший член Политбюро ЦК ВКП(б) Николай Бухарин исключены из партии и 27 февраля арестованы.
- 7 марта — парламентские выборы в Чили, Консервативная партия получила 21,3% голосов, Либеральная – 20,7%, Радикальная – 18,7%.
- 8–23 марта — Гражданская война в Испании: Гвадалахарская операция, победа республиканцев.
- 12 марта — премьер-министром Финляндии в третий раз стал Аймо Каяндер.
- 13 марта:
  - Северо-Кавказский край преобразован в Орджоникидзевский край[5].
  - Президент Боливии полковник Давид Торо издал декрет о национализации всей собственности компании Standard Oil[6].
- 14 марта — принята новая конституция Азербайджанской ССР[7].
- 17 марта — на пленуме ЦК КП(б) Белоруссии Н. Ф. Гикало освобождён от обязанностей первого секретаря ЦК, вместо него избран В. Ф. Шарангович.
- 19 марта — опубликована энциклика Папы Римского Пия XI «Divini Redemptoris», которая призывала к борьбе против коммунистов и запрещала католикам какое-либо сотрудничество с ними (п. 58 энциклики). В энциклике утверждалось (пп. 18, 20), что «бич коммунизма» «творит ужасы (…) в больших районах Испании», где «в меру возможностей, каждая церковь и каждый монастырь подверглись разрушению» и католиков «почти ежедневно убивают по одному тому обвинению, что они добрые христиане или по меньшей мере противостоят безбожному коммунизму».
- 21 марта — 12 марта — курдское восстание в турецкой провинции Дерсим, которое привело к «Дерсимской резне», в результате которой были убиты десятки тысяч курдов.
- 1 апреля — Бирма и Аденская колония перестали быть частями колонии Британская Индия и стали отдельными британскими колониями.
- 4 апреля — в Колумбии прошли парламентские выборы, в которых участвовала только Либеральная партия, получившие все места в Палата представителей.
- 7 апреля — в ходе полёта дирижабля «СССР В-1» (командир экипажа — В. Ф. Дёмина) впервые в истории воздухоплавания дирижаблем управляет женский экипаж.
- 19 апреля — Гражданская война в Испании: Специальным декретом генерал Франсиско Франко объявил о создании партии под названием «Испанская Традиционалистская Фаланга союзов национал-синдикалистского наступления».
- 21 апреля:
  - Премьера «Анны Карениной» во МХАТе отмечается специальным сообщением ТАСС, как событие государственной важности.
  - Утверждён новый герб Украинской ССР, действовавший до 1949 года.
- 26 апреля — германский авиалегион «Кондор» в ходе многочасовой бомбардировки разрушил испанский город Гернику в стране Басков. Герника стала символом бессмысленного уничтожения мирных жителей и исторических памятников[8].
- 30 апреля — в Японии прошли парламентские выборы, Конституционно-демократическая партия получила 36,2% голосов и 179 из 466 мест в Палата представителей, умеренно провоенная партия Риккэн Сэйюкай – 35,2% и 175 мест.
- 6 мая — в Лейкхерсте под Нью-Йорком потерпел катастрофу германский дирижабль «Гинденбург», погибло 36 человек.
- 12 мая — коронация Георга VI, короля Великобритании в 1936–1952 годах.
- 21 мая — начала свою работу первая дрейфующая экспедиция «Северный полюс» (до 19 февраля 1938).
- 22 мая — в Куйбышеве арестован маршал СССР М. Н. Тухачевский.
- 25 мая — открытие Всемирной выставки в Париже. Советский павильон украшен скульптурной группой «Рабочий и колхозница» скульптора Веры Мухиной и архитектора Бориса Иофана[9].
- 26 мая — в Нидерландах прошли парламентские выборы, правительство Х. Колейна осталось у власти.
- 28 мая — премьер-министром Великобритании становится Невилл Чемберлен.
- 3 июня — в Шато-де-Канде (Франция) состоялась свадьба отрёкшегося от престола короля Англии Эдуарда VIII и Уоллис Симпсон[10].
- 4 июня — первая удачная операция северокорейских партизан под предводительством Ким Ир Сена близ Почхонбо.
- 11 июня — завершился процесс по так называемому «делу Тухачевского». Обвиняемые: маршал Советского Союза М. Н. Тухачевский, командарм 1-го ранга И. Э. Якир, командарм 1-го ранга И. П. Уборевич, командарм 2 ранга А. И. Корк, комкоры Р. П. Эйдеман, Б. П. Фельдман, В. М. Примаков и В. К. Путна были приговорены к смертной казни и в ночь на 12 июня расстреляны.

Усиление широкомасштабных репрессий командного состава РККА (1937—1938).
- 16–26 июня — в Москве пошёл 1-й Всесоюзый съезд советских архитекторов.
- 18–20 июня — первый беспосадочный перелёт через Северный полюс из Москвы в Ванкувер (штат Вашингтон, США). Экипаж: Валерий Чкалов, Георгий Байдуков, Александр Беляков.
- 19 июня — Гражданская война в Испании: националисты захватили столицу Страны Басков город Бильбао.
- 20 июня
  - Гражданская война в Испании: группа агентов НКВД похитила и убила Андреса Нина, лидера коммунистической партии POUM.
  - Челябинский тракторный завод начал серийный выпуск первого советского дизельного трактора С-65.
- 29 июня
  - премьер-министром Франции стал Камиль Шотан.
  - На парламентских выборах в Исландии победила Партия независимости, получившая 41,3% голосов и 11 из 33 мест в альтинге, однако Прогрессивная партия – 24,9% и 12 мест.
- 1 июля
  - Окончено строительство канала Москва — Волга, 14 июля канал был открыт.
  - В Ирландии прошёл референдум по принятию новой конституции («за» высказалось 57% голосовавших, вступила в силу 29 декабря).
- 7 июля — инцидент у моста Лугоуцяо,  вторжение японских войск в Китай, начало японо-китайской войны (1937—1945). Захват японцами Пекина и Тяньцзиня.
- 12–14 июня — второй беспосадочный перелёт через Северный полюс из Москвы в Сан-Джасинто (штат Калифорния, США). Экипаж: Михаил Громов, Андрей Юмашев, Сергей Данилин.
- 13 июля — военный переворот в Боливии. К власти приходит подполковник Херман Буш Бесерра[11].
- 29 июля — достигший совершеннолетия Фарук I вступил в свои конституционные полномочия и коронован как король Египта[12].
- 30 июля — издан Приказ НКВД № 00447 «Об операции по репрессированию бывших кулаков, уголовников и других антисоветских элементов».
- 25–31 июля — в ходе японо-китайской войны происходит битва за Пекин-Тяньцзинь, захваченные японцами соответственно 8 августа и 30 июля.
- 27 июля — на пленуме ЦК КП(б) Белоруссии ранее арестованный В. Ф. Шарангович освобождён от обязанностей первого секретаря ЦК, вместо него исполняющим обязанности избран Я. А. Яковлев.
- 10 августа — основана компания «Canon».
- 11 августа — на пленуме ЦК КП(б) Белоруссии Я. А. Яковлев освобождён от обязанностей и.о. первого секретаря ЦК, вместо него исполняющим обязанности избран А. А. Волков.
- 12 августа — старт третьего трансарктического перелёта – самолёта ДБ-А с бортовым номером Н-209 с экипажем во главе с Героем Советского Союза Сигизмундом Леваневским (самолёт пропал без вести 13 августа).
- 13 августа–9 ноября — в ходе японо-китайской войны происходит сражение за Шанхай, по итогу захваченный японцами.
- 16 августа — на юге и юго-востоке Польши начинается крестьянская забастовка. Подавлена 25 августа[13].
- 21 августа:
  - Постановление № 1428—326сс Совета Народных Комиссаров Союза ССР и ЦК ВКП(б) «О выселении корейского населения из пограничных районов Дальне-Восточного края». Постановление положило начало депортации около 172 000 корейцев.
  - Заключён договор о ненападении между гоминьдановским Китаем и СССР. В Китай направлены советские военные советники и советская военная помощь для борьбы с Японией[14].
- 24 августа — Гражданская война в Испании: правительство автономной Страны Басков соглашается сдаться националистам. Многочисленные баскские отряды присоединяются к войскам Франко.
- 2 сентября — на Британский Гонконг обрушился один из самых смертоносных тайфунов в истории Коронной колонии, погибло около 11 тысяч человек[15].
- 5 сентября — на президентских выборах в Аргентине победил Роберто Мария Ортис (55,8 % голосов, вступил в должность 20 февраля 1938)
- 13 сентября — Азово-Черноморский край разделён на Краснодарский край и Ростовскую область[5].
- 14 сентября — СССР, Великобритания, Франция, Турция, Греция, Югославия, Румыния, Болгария и Египет подписали Нионское соглашение о защите судов государств, не участвующих в войне в Испании[16].
- 16 сентября — Мамадали Курбанов назначен председателем СНК Таджикской ССР[17][18].
- 22 сентября — образованы Каменец-Подольская, Житомирская и Николаевская области[19] Украинской ССР.
- 23 сентября:
  - Северная область разделена на Архангельскую и Вологодскую области[5].
  - На пленуме ЦК КП(б) Армении А. С. Аматуни освобождён от обязанностей первого секретаря ЦК. И. о. первого секретаря ЦК КП(б)А избран Г. А. Арутинов[20][21].
- 24 сентября — Гоминьдан заявил о сформировании альянса с Коммунистической партией Китая в антияпонской борьбе и прекращении гражданской войны в Китае. Мао Цзэдун и Китайская Красная армия приносят присягу на верность генералу Чан Кайши (эти войска становятся 8-й китайской армией)[14].
- 26 сентября — упразднена Восточно-Сибирская область. Вместо неё создана Иркутская область с центром в Иркутске и восстановлена Читинская область с центром в Чите, к которой присоединена упразднённая Зейская область Дальневосточного края[5]. Образован Агинский Бурятский автономный округ[22].
- 27 сентября — убит последний балийский тигр. Взрослая самка была убита в западной части острова Сумбар Кама.
- 28 сентября — Западно-Сибирский край разделён на Алтайский край и Новосибирскую область[5].
- 4 октября — дирижабль «СССР-В6 (Осоавиахим)» установил мировой рекорд по продолжительности полёта — 130 часов 27 минут.
- 11 октября — открылся двухдневный пленум ЦК ВКП(б). Пленум избрал Народного комиссара внутренних дел СССР Н. И. Ежова кандидатом в члены политбюро ЦК ВКП(б)[23].
- 20 октября — на парламентских выборах в Румынии победила Национальная либеральная партия, получившая 36,5% голосов и 152 из 187 мест в Палате депутатов
- 21 октября — Гражданская война в Испании: после падения Хихона, крупнейшего города и порта Астурии, война на севере Испании закончилась поражением республиканцев.
- 25 октября — принята конституция Аджарской АССР[24].
- 3 ноября — начала работу Брюссельская конференция[25].
- 6 ноября — к Антикоминтерновскому пакту между Германией и Японией присоединилась Италия.
- 25 ноября — Особой тройкой НКВД Ленинградской области приговорён к высшей мере наказания крупнейший русский религиозный философ, учёный и священник П. А. Флоренский (расстрелян 8 декабря).
- 11 декабря —  Италия вышла из Лиги Наций.
- 12 декабря — прошли первые в истории СССР выборы – в Верховный Совет СССР первого созыва.
- 13 декабря — в ходе японо-китайской войны войска Японии начали «Нанкинскую резню», которая длилась 6 недель и в результате которой было убито, по разным оценкам, от 40 000 до более 500 000 китайцев.
- 29 декабря — король Египта Фарук I отправил в отставку националистическое правительство партии Вафд во главе с Мустафой Наххасом. Премьер-министром назначен Мухаммед Махмуд[12].

### Без точных дат
- Джон Винсент Атанасов начинает работу над компьютером Атанасова — Берри (АВС), который впоследствии будет официально признан первой электронно-вычислительной машиной.
- Жорж Бошам запатентовал первую в мире электрогитару, т. н. «сковородку».
- В Москве открыта первая автоматическая закусочная, оснащённая современным американским оборудованием.
- В Московской городской телефонной сети начала работать бесплатная «служба точного времени».
- Основана компания «Polaroid».

## Персоны года
Человек года по версии журнала Time — Чан Кайши, Председатель Исполнительного Юаня Китайской Республики; Сун Мэйлин, китайский политический деятель, жена Чан Кайши.

## Родились
См. также: Категория:Родившиеся в 1937 году

### Январь
- 2 января — Мариэтта Чудакова, советский и российский литературовед, историк, критик, писательница, мемуарист, общественный деятель (ум. в 2021).
- 6 января — Харри Холкери, премьер-министр Финляндии в 1987–1991 (ум. в 2011).
- 14 января — Михаил Лейтман, советский, израильский учёный и изобретатель (ум. в 2002).
- 18 января
  - Джон Хьюм, североирландский политик, лауреат Нобелевской премии мира 1998 года (ум. в 2020).
  - Юкио Эндо, японский гимнаст, 5-кратный олимпийский чемпион и 3-кратный чемпион мира (ум. в 2009).
- 20 января — Минтимер Шаймиев, российский политик, многолетний президент Татарстана.
- 30 января 
  - Ванесса Редгрейв, британская киноактриса.
  - Борис Спасский, советский и французский шахматист, 10-й чемпион мира по шахматам.
- 31 января
  - Регимантас Адомайтис, советский и литовский актёр, народный артист Литовской ССР, народный артист СССР (ум. в 2022).
  - Филип Гласс, американский композитор-минималист.

### Февраль
- 19 февраля — Борис Пуго, советский политический деятель, член ГКЧП (ум. в 1991).
- 20 февраля — Роберт Хубер, немецкий биохимик, лауреат Нобелевской премии по химии 1988 года.
- 21 февраля — Харальд V, король Норвегии с 1991 года.
- 25 февраля — Егор Строев, советский и российский политик, 2-й председатель Совета Федерации.
- 28 февраля — Виталий Тюленев, русский советский живописец и график, заслуженный художник Российской Федерации (ум. в 1997).

### Март
- 1 марта — Евгений Дога, советский, российский и молдавский композитор, педагог и общественный деятель, лауреат Государственной премии СССР, народный артист СССР.
- 2 марта — Абдель Азиз Бутефлика, президент Алжира в 1999–2019 годах (ум. в 2021).
- 4 марта — Юрий Сенкевич, советский и российский учёный-медик, путешественник, писатель, телеведущий, тележурналист, лауреат Государственной премии СССР, многолетний ведущий передачи «Клуб путешественников» (ум. в 2003).
- 5 марта — Олусегун Обасанджо, нигерийский политический и военный деятель, президент Нигерии в 1976–1979 и 1999–2007 годах.
- 6 марта — Валентина Терешкова, первая в мире женщина-космонавт.
- 8 марта — Жювеналь Хабьяримана, руандийский политический и государственный деятель, президент Республики Руанда в 1973–1994 годах (погиб в должности в 1994).
- 12 марта — Зураб Соткилава, советский, российский и грузинский оперный певец (ум. в 2017).
- 13 марта — Владимир Маканин, советский и российский писатель, поэт и прозаик (ум. в 2017).
- 15 марта — Валентин Распутин, советский и российский писатель (ум. в 2015)
- 21 марта — Фред Акуффо, военный и политический деятель Ганы, генерал-лейтенант, глава государства в 1978–1979 годах (расстрелян в 1979).
- 22 марта — Анджело Бадаламенти, американский пианист и кинокомпозитор (ум. в 2022).
- 25 марта — Мария Пахоменко, советская и российская эстрадная певица, народная артистка России (ум. в 2013).
- 30 марта — Уоррен Битти, американский актёр, кинорежиссёр и продюсер.

### Апрель
- 10 апреля — Белла Ахмадулина, советская и российская поэтесса (ум. в 2010).
- 12 апреля — Игорь Волк, советский космонавт, заслуженный лётчик-испытатель СССР, Герой Советского Союза (ум. в 2017).
- 18 апреля
  - Вениамин Александров, советский хоккеист, двукратный олимпийский чемпион, 6-кратный чемпион мира, заслуженный мастер спорта СССР (ум. в 1991).
  - Светлана Немоляева, советская и российская актриса театра, кино и телевидения, народная артистка РСФСР.
- 22 апреля — Джек Николсон, американский актёр, кинорежиссёр, сценарист и продюсер.
- 28 апреля — Саддам Хусейн, президент Ирака в 1979–2003 годах (казнён в 2006).

### Май
- 12 мая — Джордж Карлин, американский комик в жанре стэнд-ап (ум. в 2008).
- 13 мая — Роджер Желязны, американский писатель-фантаст (ум. в 1995).
- 16 мая — Роберт Уилсон, американский экономист, лауреат Нобелевской премии по экономике 2020 года.
- 21 мая
  - Софико Чиаурели, советская и грузинская актриса, народная артистка Грузинской ССР и Армянской ССР, лауреат Государственной премии СССР (ум. в 2008).
  - Менгисту Хайле Мариам, эфиопский военный и государственный деятель, фактический глава страны с 1974 и первый президент Эфиопии в 1987–1991 годах.
- 22 мая — Виктор Понедельник, советский футболист, автор «золотого гола» сборной СССР в финале Кубка Европы 1960 (ум. в 2020).
- 25 мая — Аугусто Сикаре, аргентинский изобретатель, инженер и авиаконструктор (ум. в 2022).
- 27 мая — Андрей Битов, советский и российский писатель (ум. в 2018).
- 30 мая — Джордж Цвейг, американский физик и нейробиолог, предположивший гипотезу существования кварков.
- 30 мая — Ефим Кациров, советский и российский актёр театра и кино, заслуженный артист Российской Федерации.
- 30 мая — Александр Демьяненко, советский и российский актёр театра, кино и телевидения, народный артист РСФСР (ум. в 1999).

### Июнь
- 1 июня
  - Колин Маккалоу, австралийская писательница, прославившаяся романом «Поющие в терновнике» (ум. в 2015).
  - Морган Фримен, американский актёр и режиссёр.
- 4 июня — Элеонора Прохницкая, советская и российская актриса.
- 8 июня — Брюс Маккэндлесс, астронавт НАСА, первый человек, работавший в открытом космосе без механической связи с кораблём (ум. в 2017).
- 11 июня — Робин Уоррен, австралийский патолог и учёный, лауреат Нобелевской премии по физиологии и медицине 2005 года (ум. в 2024).
- 12 июня — Владимир Арнольд, советский и российский математик, академик АН СССР  и РАН, иностранный член Национальной АН США, Французской АН, Лондонского королевского общества, лауреат Ленинской премии и Государственной премии РФ (ум. в 2010).
- 16 июня — Симеон II, болгарский государственный и политический деятель, последний царь Болгарии в 1943–1946 годах, премьер-министр Болгарии в 2001–2005 годах.
- 18 июня — Виталий Жолобов, советский космонавт, Герой Советского Союза.
- 20 июня — Николай Дроздов, советский и российский учёный-зоолог, многолетний ведущий передачи «В мире животных».
- 23 июня — Мартти Ахтисаари, президент Финляндии в 1994–2000 годах, лауреат Нобелевской премии мира 2008 года (ум. в 2023).
- 25 июня
  - Альберт Филозов, советский и российский актёр театра и кино (ум. в 2016).
  - Наваф I, эмир Кувейта с 2020 года (ум. в должности, в 2023).
  - Кэйдзо Обути, японский государственный деятель, премьер-министр Японии в 1998–2000 годах (ум. в 2000).
- 26 июня
  - Олег Кутафин, российский специалист в области конституционного и муниципального права России, академик РАН (ум. в 2008).
  - Роберт Колман Ричардсон, американский физик, лауреат Нобелевской премии по физике 1996 года (ум. в 2013).
- 27 июня — Галимзян Хусаинов, советский футболист, заслуженный мастер спорта СССР (ум. в 2010).

### Июль
- 3 июля — Том Стоппард, британский драматург.
- 6 июля — Владимир Ашкенази, советский и исландский пианист и дирижёр.
- 12 июля — Лионель Жоспен, французский политический и государственный деятель, премьер-министр Франции в  1997–2002 годах.
- 14 июля — Ёсиро Мори, японский государственный деятель, премьер-министр Японии в 2000–2001 годах.
- 18 июля — Роалд Хоффман, американский химик, лауреат Нобелевской премии по химии 1981 года.
- 21 июля — Эдуард Стрельцов, советский футболист, олимпийский чемпион, заслуженный мастер спорта СССР (ум. в 1990).
- 27 июля — Мирко Марьянович, сербский политик, премьер-министр Сербии в 1994–2000 годах (ум. в 2006).
- 28 июля — Виктор Мережко, советский и российский сценарист, режиссёр и актёр, народный артист Российской Федерации, лауреат Государственной премии СССР (ум. в 2022).
- 29 июля
  - Даниел Макфадден, американский экономист, лауреат Нобелевской премии по экономике 2000 года.
  - Рютаро Хасимото, японский государственный деятель, премьер-министр Японии в 1996–1998 годах (ум. в 2006).
- 31 июля — Эдита Пьеха, советская и российская певица, народная артистка СССР.

### Август
- 8 августа — Дастин Хоффман, американский актёр театра, кино и телевидения, кинорежиссёр и продюсер.
- 10 августа — Анатолий Собчак, советский и российский политический деятель, первый мэр Санкт-Петербурга (ум. в 2000).
- 20 августа — Андрей Кончаловский, российский режиссёр и сценарист.
- 26 августа — Геннадий Янаев, советский партийный и государственный деятель, вице-президент СССР, председатель ГКЧП (ум. в 2010).

### Сентябрь
- 4 сентября — Дон Фрейзер, австралийская пловчиха, четырёхкратная олимпийская чемпионка.
- 11 сентября
  - Иосиф Кобзон, советский и российский эстрадный певец, политический и общественный деятель, Герой Труда Российской Федерации, народный артист СССР, лауреат Государственной премии СССР ( (ум. в 2018).
  - Томас Венцлова, литовский поэт, переводчик, литературовед и эссеист.
- 15 сентября — Роберт Лукас, американский экономист, лауреат Нобелевской премии по экономике 1995 года (ум. в 2023).
- 17 сентября — Рудольф Панков, советский и российский актёр, мастер дубляжа и закадрового озвучивания.
- 18 сентября — Алла Покровская, советская и российская актриса театра и кино, театральный режиссёр, народная артистка РСФСР (ум. в 2019).
- 26 сентября — Валентин Павлов, премьер-министр СССР в 1991 году, член ГКЧП (ум. в 2003).
- 29 сентября — Инга Андроникова, советский и российский этнограф-цыганолог (ум. в 1994).
- 30 сентября — Юрий Маслюков, советский и российский государственный и политический деятель, член Политбюро ЦК КПСС в 1989–1990, первый заместитель председателя Совета министров СССР и председатель Госплана СССР в 1988–1991,  первый заместитель председателя правительства России в 1998–1999 (ум. в 2010).

### Октябрь
- 1 октября — Петер Штайн, немецкий театральный режиссёр.
- 4 октября — Франц Враницкий, федеральный канцлер Австрии в 1986–1997 годах.
- 10 октября — Евгений Суслов, диктор Центрального телевидения Гостелерадио СССР и телеведущий, заслуженный артист РСФСР (ум. в 2019).
- 11 октября — Бобби Чарльтон, английский футболист, чемпион мира.
- 30 октября — Клод Лелуш, французский кинорежиссёр, сценарист и продюсер.

### Ноябрь
- 6 ноября — Вадим Бакатин, советский государственный деятель (ум. в 2022).
- 20 ноября — Аза Лихитченко, советская и российская телеведущая, диктор Центрального телевидения СССР, народная артистка РСФСР (ум. в 2024).
- 24 ноября — Никола Георгиев, болгарский литературовед, культуролог (ум. в 2019).
- 26 ноября — Борис Егоров, советский врач и космонавт, Герой Советского Союза (ум. в 1994).
- 30 ноября — Ридли Скотт,  британский кинорежиссёр и кинопродюсер.

### Декабрь
- 2 декабря — Прокопий Коновалов, советский и российский археолог, историк-монголовед, хунновед.
- 10 декабря — Сергей Аверинцев, советский и российский филолог, культуролог, историк культуры, философ, литературовед, переводчик и поэт, член-корреспондент АН СССР, действительный член РАН (ум. в 2004).
- 21 декабря
  - Виктор Геращенко, советский и российский экономист и финансист.
  - Джейн Фонда, американская актриса, модель, писательница, продюсер, общественная активистка и филантроп.
- 22 декабря
  - Ольга Антонова,  советская и российская актриса театра и кино, народная артистка Российской Федерации.
  - Эдуард Успенский, советский и российский детский писатель, драматург, сценарист, телеведущий (ум. в 2018).
- 24 декабря — Элеонора Шашкова,  советская и российская актриса театра и кино, заслуженная артистка РСФСР.
- 30 декабря — Момун Абдул Гаюм, мальдивский политический и государственный деятель, президент Мальдивской Республики в 1978–2008 годах.
- 30 декабря — Гордон Бэнкс,  английский футболист, вратарь, чемпион мира (ум. в 2019).
- 31 декабря — Аврам Гершко, израильский биохимик, лауреат Нобелевской премии по химии 2004 года.

## Скончались
См. также: Категория:Умершие в 1937 году
- 10 января
  - Пётр Залуцкий, российский революционер, советский партийный и государственный деятель (расстрелян).
  - Ивар Смилга, советский политический, государственный и партийный деятель, экономист (расстрелян).
- 1 февраля
  - Николай Муралов, российский революционер, советский военный деятель (расстрелян).
  - Леонид Серебряков, советский партийный и государственный деятель (расстрелян).
- 18 февраля — Серго Орджоникидзе, революционер-большевик, видный советский государственный и партийный деятель (застрелился).
- 10 марта — Евгений Замятин,  русский и советский писатель, публицист и литературный критик.
- 13 марта — Николай Глебов-Авилов, российский революционер, советский государственный деятель, первый народный комиссар почт и телеграфов (расстрелян).
- 15 марта — Говард Лавкрафт, американский писатель-фантаст.
- 17 марта — Джозеф Чемберлен, британский политик, лауреат Нобелевской премии мира 1925 года.
- 27 апреля — Антонио Грамши, итальянский философ, журналист и политический деятель; основатель и руководитель Итальянской коммунистической партии и теоретик марксизма.
- 30 апреля — Никифор (Асташевский), первый митрополит Новосибирский.
- 23 мая — Джон Дэвисон Рокфеллер, американский предприниматель, филантроп, первый долларовый миллиардер в истории человечества.
- 31 мая — Ян Гамарник, советский военачальник, государственный и партийный деятель (застрелился).
- 12 июня
  - Михаил Тухачевский, советский военный деятель, военный теоретик, Маршал Советского Союза (расстрелян).
  - Иероним Уборевич, советский военный и политический деятель (расстрелян).
  - Иона Якир, советский военный деятель (расстрелян).
  - Август Корк, советский военный деятель (расстрелян).
- 19 июня — Джеймс Барри, шотландский писатель, создатель Питера Пэна.
- 11 июля — Джордж Гершвин, американский композитор.
- 21 июля — Амелия Эрхарт, американская лётчица, пропала без вести во время кругосветного перелёта в центральной части Тихого океана в районе острова Хауленд.
- 29 июля — Сергий (Васильков), архиепископ Новосибирский, расстрелян.
- 21 августа — Артур Артузов, видный деятель советских органов государственной безопасности, один из основателей советской разведки и контрразведки (расстрелян).
- 2 сентября — Пьер де Кубертен, организатор Олимпийских игр современности.
- 10 сентября — Сергей Сырцов, советский партийный и государственный деятель, председатель СНК РСФСР в 1929—1930 годах (расстрелян).
- 20 сентября
  - Лев Карахан, российский революционер, советский дипломат (расстрелян).
  - Иван Теодорович, российский революционер, советский государственный деятель, историк революционного движения, первый народный комиссар продовольствия РСФСР (расстрелян).
- 27 сентября — Алихан Букейханов, казахский общественный и политический деятель. Лидер партии «Алаш» (расстрелян).
- 11 октября — Григорий Гуркин, алтайский художник (расстрелян).
- 19 октября — Эрнест Резерфорд, британский физик, лауреат Нобелевской премии.
- 20 октября — Иван Акулов, советский партийный и государственный деятель, первый Прокурор СССР (расстрелян).
- 26 октября — Александр Догадов, советский государственный, партийный и профсоюзный деятель (расстрелян).
- 30 октября — Владимир Милютин, советский государственный деятель, первый народный комиссар земледелия РСФСР, последний нарком—управляющий Центрального статистического управления СССР (расстрелян).
- 3 ноября — Марк Вороной, украинский поэт, переводчик (расстрелян).
- 5 ноября — Болеслав Лесьмян, польский поэт (род. 1877).
- 5 ноября — Владимир Московский (Амбарцумов), священномученик (род. 1892).
- 9 ноября — Рамсей Макдональд, британский политик.
- 27 ноября
  - Даниил Сулимов, Председатель Совета Народных Комиссаров РСФСР в 1930—1937 годах (расстрелян) (род. 1891).
  - Иван Москвин, российский революционер, большевик; советский партийно-государственный деятель (расстрелян) (род. 1890).
- 2 декабря — Хосе Комас-Сола, испанский астроном.
- 4 декабря — Иоасаф (Жевахов), епископ Могилёвский, канонизирован Русской Православной церковью (расстрелян).
- 11 декабря — Ян Анвельт — эстонский писатель и революционер, глава правительства Эстляндской трудовой коммуны в 1918 году (расстрелян).
- 16 декабря — Авель Енукидзе, российский революционный, советский государственный и политический деятель (расстрелян).
- 20 декабря — Эрих Людендорф, немецкий генерал.
- 21 декабря — Фрэнк Келлог, американский политик.
- 22 декабря — Василий Ягодин, протоиерей, святой Русской православной церкви, причислен к лику святых как священномученик в 2000 году (расстрелян).
- 28 декабря — Морис Равель, французский композитор.

## Нобелевские премии
- Физика — Клинтон Джозеф Дэвиссон и Джордж Томсон — «За экспериментальное открытие дифракции электронов на кристаллах».
- Химия — Уолтер Норман Хоуорс «За исследования углеводов и витамина C». Пауль Каррер «За исследование каротиноидов и флавинов, а также за изучение витаминов A и B2».
- Медицина и физиология — Альберт Сент-Дьёрди «За открытия в области процессов биологического окисления, связанные в особенности с изучением витамина C и катализа фумаровой кислоты».
- Литература — Роже Мартен дю Гар «За художественную силу и правду в изображении человека и наиболее существенных сторон современной жизни».
- Премия мира — Роберт Сесил «В ознаменование заслуг перед Лигой Наций».